# Arlindo Gomes Furtado
Arlindo Gomes Furtado (Santa Catarina, 15 november 1949) is een Kaapverdisch geestelijke en een kardinaal van de Rooms-Katholieke Kerk.
Gomes Furtado werd op 18 juli 1976 tot priester gewijd. Op 14 november 2003 werd hij benoemd tot bisschop van Mindelo; zijn bisschopswijding vond plaats op 22 februari 2004. Op 22 juli 2009 volgde zijn benoeming tot bisschop van Santiago de Cabo Verde.
Gomes Furtado werd tijdens het consistorie van 14 februari 2015 kardinaal gecreëerd. Hij kreeg de rang van kardinaal-priester. Zijn titelkerk werd de San Timoteo.